# Shure SE535
Shure SE535 Sound Isolating Earphones jsou nejvyšší verzí intraaurálních in-ear sluchátek od firmy Shure, jež je vhodná i pro profesionální muzikanty. Představují high-end model se třemi měniči v jednom sluchátku, které obsahuje dedikovaný vysokotónový reproduktor a duální hlubokotónové reproduktory pro prostorný zvuk s plnými basy. Patří mezi nejlépe hrající modely vůbec s nesmírně přesným a analytickým zvukem, který ale klade vyšší nároky na kvalitu a zdroj signálu. Tvarovatelný a aretovatelný kabel umožňuje jeho snadné nahrazení v případě opotřebení nebo poškození, čímž je zajištěno spolehlivé a komfortní upevnění a prodloužena trvanlivost investice. Tato sluchátka jsou nabízena pouze ve dvou verzích: metalicky bronzové a průhledné variantě.

## Zvuk
Shure SE535 používají tři měniče, ale jde o dvoupásmový systém, kdy jeden měnič hraje výšky a středy, a zbylé dva basy. Pro kvalitní reprodukci zvuku je velmi důležité správné nasazení sluchátek. Zpočátku je třeba nasazení vyzkoušet a zvolit si nástavce dle potřeb. Z hlediska izolace od okolního hluku poskytují trojzávojové nástavce (Shure Triple Flange Sleeves) nejlepší výsledek. Pro nezkušeného člověka ale mohou představovat problém, jelikož nemusí dobře sedět nebo ucho může na vsunutí předmětu tak hluboko do zvukovodu reagovat iritací. Tento problém někteří uživatelé úspěšně vyřešili patřičným zkrácením trojzávojových nástavců, čímž z nich vytvořili dvouzávojové.
Samotný zvuk sluchátek je velmi vyvážený a zábavný. Basy jsou decentní, nejsou zbytečně výrazné, ale ani slabé. Díky dvěma měničům pro basy bez problémů zahrají veškeré basy v nahrávce. Dominantní je středové pásmo, které je čisté, velmi detailní, a disponující výborným rozlišením nástrojů a prostorem. Nejvíce v nahrávkách vyniknou vokály. Výšky jsou detailní a čisté, ale mírně seříznuté. Díky vysoké citlivosti sluchátek může být výraznější šum v nahrávkách.

## Balení a provedení
Balení obsahuje prémiovou verzi přepravního pouzdra se zipem vyrobeného ze syntetických materiálů, regulátor hlasitosti, redukci na velký 6,3mm jack, a adaptér do letadla. Dále v balení mimo těchto sluchátek nalezneme celkem čtyři druhy nástavců na sluchátko:
- 3 páry pěnových nástavců (Shure Black Foam Sleeves) ve třech velikostech (S, M, L)[3]
- 3 páry soft flex nástavců ve třech velikostech (S, M, L)[3]
- 1 pár universálních žlutých pěnových nástavců (Shure Yellow Foam Sleeves)[3]
- 1 pár trojzávojových nástavců (Shure Triple Flange Sleeves)[3]

Špunty jsou vyrobené z větší části z plastu a mechanicky namáhaná část chránící kabel je pogumovaná. Kabel je poměrně silný, pevný, nezamotává se a svým ergonomickým tvarováním a nasazováním přes ušní boltec zásadně redukuje tzv. mikrofonní efekt.

## Specifikace
- Typ sluchátka: Triple High-Definition MicroDrivers[3]
- Citlivost (1 kHz): 119 dB SPL/mW[3]
- Impedance (1 kHz): 36 Ω[3]
- Zeslabení hluku: až 37 dB[3]
- Frekvenční rozsah: 18 Hz až 19 kHz[3]
- Vstupní konektor: zlacený 3,5 mm[3]
- Kabel: 163 cm (64“) odnímatelný[3]

## Cena
V době uvedení na světový trh byla jejich cena 550 dolarů, což je v přepočtu 11 tisíc korun. Vzhledem k použitým vysoce kvalitním komponentám je cena opodstatněná. V současné době jsou k dostání za cenu téměř o sto dolarů nižší. V České republice jsou v současné době[kdy?] k dispozici za částky od 9,5 tisíce korun až do 13 tisíc korun. 